# Ponteyraud
Ponteyraud è un comune francese di 56 abitanti situato nel dipartimento della Dordogna nella regione della Nuova Aquitania.

## Società

### Evoluzione demografica
Abitanti censiti